# Йекубианцы
Йекубианцы (англ. Yekubian) — вымышленные существа из рассказа «Вызов извне» (1935) Говарда Филлипса Лавкрафта, написанного в сотрудничестве с К. Л. Муром, А. Мерритом, Робертом Говардом, и Фрэнком Белнэпом Лонгом в августе 1935 года. Описание червеобразной расы приводит Лавкрафт, а название ее родной планеты, Йекуб, приводит Роберт Говард. Йекубианцы описаны в «Элтдаунских табличках».

## Описание
Лавкрафт так описывает Йекубианцев в рассказе «Вызов извне»:
Это был гигантский бледно-серый червь или многоножка, в диаметре размером с человека и вдвое длиннее, с похожей на диск и, очевидно, безглазой головой, окаймленной ресничками; в центре ее зияло пурпурное ротовое отверстие. Существо скользило на задних парах ног, держа переднюю часть тела вертикально — передние ноги или, по крайней мере, две пары из них служили руками. Вдоль всей спины тянулся прихотливый лиловый гребень; чудовищное туловище заканчивалось веерообразным хвостом из какой-то серой кожистой мембраны. Шею окружало кольцо гибких красных шипов — они изгибались и сокращались в размеренном и правильном ритме, производя щелчки и резкие звенящие звуки. Черви скользили на своих многочисленных парах задних лап, в то время как передняя часть поднималась вертикально, и расположенные на ней лапки служили в качестве рук. Вдоль их спинного хребта располагался затейливый гребень и похожий на опахало хвост из серой мембраны. Шею Червя окаймляло кольцо из гибких красных шипов, дрожание которых производило ритмично звенящие звуки арфы. 
Йекубианцы — червеобразные существа, похожих на гигантских многоножек, прибывшие из внешнего космоса, с планеты Йекуб (англ. Yekub). Огромные, в два человеческих роста, бледно-серые черви-многоножки. Их безглазые заросшие ресничками головы оканчиваются лиловым ротовым отверстием посередине. Вдоль спины тянутся лиловые гребни. Вокруг шеи ряд подвижных красных шипов. В самом низу туловища хвост-веер с некой серой мембраной. Черви высокоразвитая цивилизация и межзвездные захватчики: они заселили все обитаемые планеты их Галактики. Йекубианцы строят циклопические строения из черного камня, похожие на скопления кубов, — удивительным образом приспособлены под червеобразную форму своих обитателей. Функцию дверей и окон в них исполняют высокие и узкие проемы-щели, сквозь которые в помещения поступает свет сапфировых сверхсолнц. Особенно среди этих многоступенчатых небоскребов, высящихся вдоль поросших папоротником улиц, выделяются храмы: их венчают роскошные купольные конструкции, залитые все тем же сапфировым светом. И под этими куполами располагаются устланные радужными полами круглые залы, в которых черви-жрецы Йекуба вершат лишь им одним ведомые обряды и ритуалы. Геолог Джордж Кэмпбелл (англ. George Campbell) стал первым человеком, которого встретили червы и оказался для них неприятным сюрпризом. Со свойственной землянам хитростью он сумел захватить священный багровый идол и убить императора, став их правителем в теле червя Тоте (англ. Tothe).

### Технологии
Йекубианцы, вопреки своей внешней нескладности, достигли настолько высокого уровня развития, что овладели способностью обмениваться разумами с другими существами, так же как Великая раса Йит. Однако, Йит использует для этого природные способности, поскольку они являются существами со свободным сознанием, а йекубианцы создают проекционные машины и кристаллические кубы. Проекционная машина представляет собой огромную конструкцию, способную выпускать луч сознания. Кубы площадью примерно четыре дюйма выполнены из кварцеподобного материала, а внутри встроен диск с клинописью, который оказывают гипнотическое воздействие на жертву. Кубы беспорядочно выбрасываются в космос. Падая на поверхность далеких планет, они привлекают внимание любых разумных существ, сведения о которых куб посылает на планету Йекуб. Эти устройства образовывают специальные эфирные мосты, позволявшие йекубианцам перемещаться сквозь космос на невероятные расстояния, обмениваясь разумом с обитателями миров в иных галактиках. Кубы принудительно переносят разум жертв через проекционную машину в тела Хозяинов. После инопланетное существо-червь исследует и допрашивает заключенный разум пленника, а после решает, когда совершить обратный обмен или оставить его в теле червя насовсем. Йекубским разумам трудно долгое время контролировать людей из-за особенности психологии. В течение нескольких дней или часов после мысленного обмена вторгающееся существо-червь начинает терять контроль, поскольку человеческое тело необъяснимым образом возвращается к животному состоянию. Неконтролируемое человеческое тело может не суметь адаптироваться к биологии червя.

### История
В «Элтдаунских табличках» приводится описание истории Йекубианцев, согласно которой они отправляли кубы по всей галактики и истребили множество народов, захватывая их миры. Червеобразные захватчики еще во времена глубокой древности поработили миры собственной галактики и с тех пор направляют угрозы извне за ее пределы. Постепенно черви распространяли своих захватчиков и превращали их планету в копию своей цивилизации. За миллионы лет эти гигантские черви-многоножки истребили множество рас и заняли немало планет, сделав Йекуб сердцем поистине крупной и развитой цивилизации.
На Землю куб впервые попал 150 миллионов лет назад. Это было в эпоху, когда Великая Раса Йит властвовала над планетой. Йит, обитая в телах конусообразных существ в древней Австралии, нашла один из таких кубов. После того, как Йекубианцы захватили несколько Йитян, они узнали природу куба и дали отпор захватчикам, уничтожив их всех. Они не хотели уничтожать куб, так как он мог пригодиться позже, поэтому берегли его от света и тепла и бдительно охраняли. Однако миллионы лет спустя во время войны артефакт был утерян. Когда великая раса покинула этот период времени, Йекубский куб был утерян, вероятно, оставленный в руинах одного из их городов. Неизвестно, сохранился ли этот куб до наших дней. Возможно, позже на Землю упали другие кубы.

## Вдохновение
В «Энциклопедии Лавкрафта» говорится, что изначально в черновике Лавкрафта к «Вызов извне» был рисунок инопланетных гигантских червей-многоножек, которых он вел в рассказ(опубликованный в журнале «Lovecraft Studies» № 9 [осень 1984]: с 72–73) 

## Настольные игры
В ролевой игре «Зов Ктулху» за 1994 год эти существа появились как «Обитатели Йекуба» (англ. Innhabbits of Yekub) . Появляется множество дополнительных подробностей. Йекубианцами правит Джук-Шабб (англ. Jugg-Shabb), сферическое существо неисчислимой мощи.